# Medieval (Film)
Medieval ist ein Action- und Historienfilm von Petr Jákl. Der tschechische Film greift die Lebensgeschichte des Jan Žižka auf und wie dieser während der Hussitenkriege (1419–1434) zum erfolgreichen Heerführer der hussitischen Truppen wurde.
Mit einem Budget von umgerechnet 23 Millionen US-Dollar wurde Medieval zur teuersten tschechischen Filmproduktion.

## Handlung
Jan Žižka ist Mitglied einer Söldnergruppe, die „Drecksarbeit“ für Adlige leistet. Seine neue Aufgabe ist es, Rosenbergs schöne Verlobte Catherine zu entführen. Die Situation wird kompliziert, als sich Žižka in diese verliebt.

## Produktion
Im Jahr 2013 gab Petr Jákl erste Pläne für den Film bekannt. Im Jahr 2014 war eine Veröffentlichung für 2016 geplant. Die Arbeit an dem Film begann, nachdem Jákl den Film Ghoul im Jahr 2015 beendet hatte. Die US-amerikanische William Morris Agency hat bei der Rekrutierung von Schauspielern für den Film mitgewirkt.

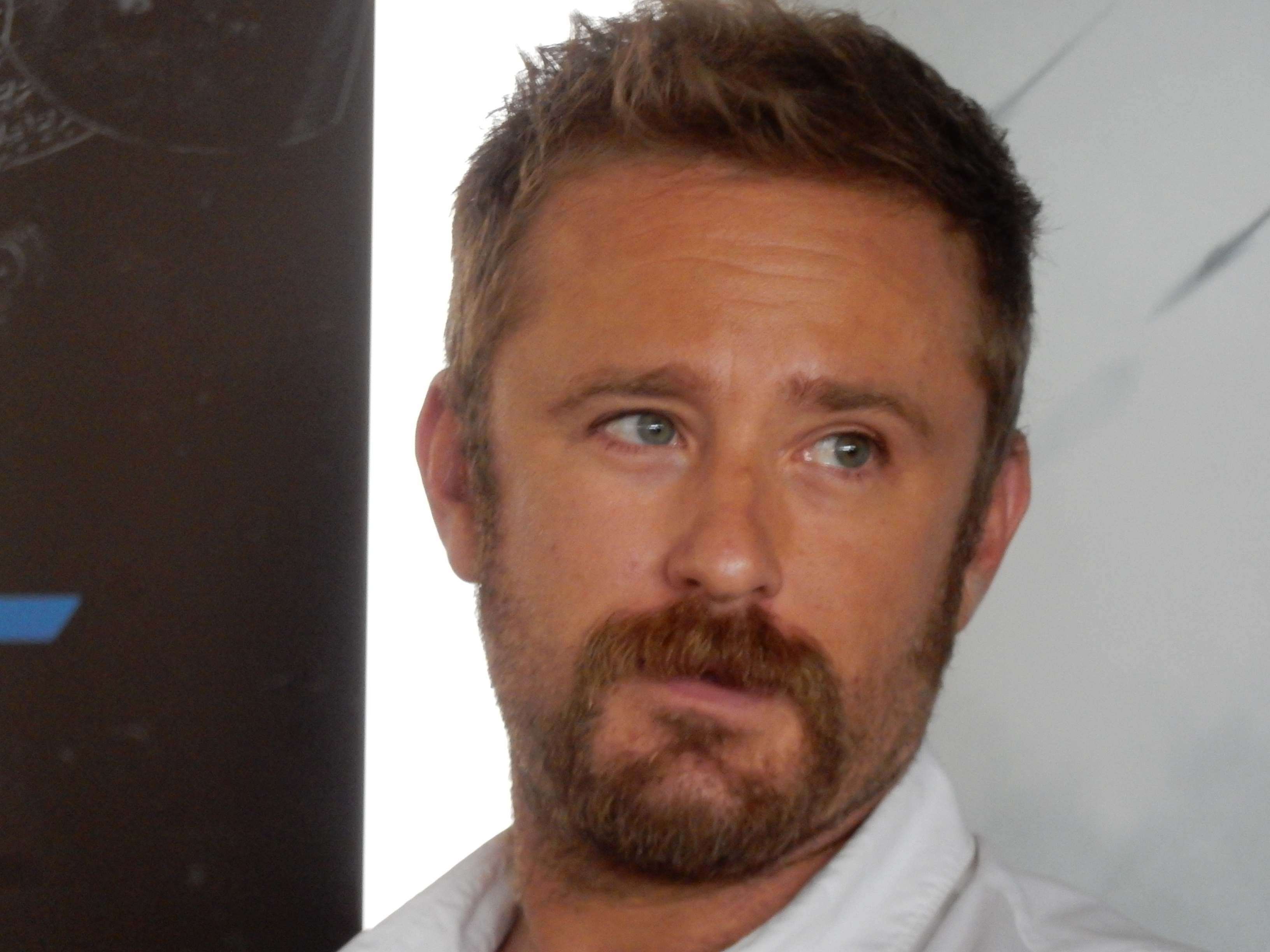
Ben Foster spielt Jan Žižka, den bedeutendsten Heerführer der Hussitenkriege

Im August 2016 startete das Casting der Statisten. Im Januar 2017 war die Rekrutierung von rund tausend Statisten abgeschlossen.
Im Juli 2017 gab Jákl an, dass die Dreharbeiten in Südböhmen und Mittelböhmen stattfinden werden. Im August 2018 war die Hauptrolle besetzt. Die Dreharbeiten begannen allerdings bereits am 17. September 2018 und dauerten bis Dezember 2018. Bis einschließlich November 2018 wurden weitere Nebenrollen vergeben. Gedreht wurde unter anderem in der Burg Křivoklát und bei Prag.
Die Filmmusik komponierte Philip Klein. Das Soundtrack-Album mit insgesamt 18 Musikstücken wurde am 9. September 2022 von MovieScore Media veröffentlicht.
Der Film wurde am 13. September 2018 offiziell angekündigt. Das endgültige Produktionsbudget wurde mit umgerechnet 23 Millionen US-Dollar angegeben.
Der Kinostart erfolgte (in Tschechien) am 8. September 2022. Im November 2022 wurde der Film auf Netflix veröffentlicht.

## Bewertung
Laut Rotten Tomatoes konnte Medieval die Nutzer (Stand 18. September 2022) zu 72 % überzeugen. Demgegenüber schnitt der Film bei hauptberuflichen Filmkritikern mit nur 41 % Positivbewertungen deutlich schlechter ab.